# Driffield (Gloucestershire)
Driffield – wieś i civil parish w Anglii, w Gloucestershire, w dystrykcie Cotswold. W 2011 civil parish liczyła 171 mieszkańców. Driffield jest wspomniana w Domesday Book (1086) jako Drifelle.